# 区間 (数学)

閉区間 [a, b] =

開区間 (a, b) =

数学における（実）区間（じつくかん、英: (real) interval）は、実数全体 R の部分集合 I であって任意の実数 x, y ∈ I と z ∈ R について x < z < y ならば z ∈ I という条件を満たすものである。
例えば、区間 [a, b] は a ≤ x ≤ b を満たす実数 x 全体からなる集合であり、この場合は a と b の両方を含む区間である。他の例として、実数全体の成す集合 R, 負の実数全体の成す集合, 一点集合, 空集合なども区間といえる。
実数に限らず、勝手な全順序集合（例えば整数の集合や有理数の集合）上でも区間の概念は定義できる。
実区間は積分および測度論において、「大きさ」「測度」「長さ」などと呼ばれる量を容易に定義できるもっとも単純な集合として重要な役割がある。測度の概念は実数からなるより複雑な集合に対して拡張され、ボレル測度やルベーグ測度といったような概念までにつながっていく。
不確定性や数学的近似および算術的丸めがあっても勝手な公式に対する保証された一定範囲を自動的に与える一般の数値計算法としての区間演算を考えるにあたって、区間はその中核概念を成す。

## 用語と表記
端点 (endpoints)
区間の最小値と最大値を示す2つの値で、 [a, b] などのようにコンマ区切りで表記する。小数点にコンマを用いる国や桁の区切りにコンマを用いるような場合などでは、紛れの無いよう端点の区切りにセミコロンを用いることもある。
開／閉
- 端点を含まないことを開、含むことを閉とする様々な表現がある。両端とも閉じて（開いて）いる区間を閉区間（開区間）といい、片側だけ開いていれば半開区間、より具体的に左開右閉などと言い表すこともある。これらは実数直線における通常の位相に関する開集合系、閉集合系とちょうど一致する。
- 区間の開閉を表記する際、閉じている側は角括弧を用いる。開いている側は丸括弧に変える記法と角括弧を逆向きにする記法が国際規格ISO 31-11に記載されている（以下、集合の内包的記法（英語版）に基づく）。

閉区間
{\displaystyle [a,b]:=\{x\in \mathbb {R} \mid a\leq x\leq b\}.}
開区間
{\displaystyle (a,b):=\{x\in \mathbb {R} \mid a<x<b\}.}　別表記→　{\displaystyle ]a,b[}
半開区間（左開右閉）
{\displaystyle (a,b]:=\{x\in \mathbb {R} \mid a<x\leq b\}.}　別表記→　{\displaystyle ]a,b]}
半開区間（左閉右開）
{\displaystyle [a,b):=\{x\in \mathbb {R} \mid a\leq x<b\}.}　別表記→　{\displaystyle [a,b[}
なお、a = b のとき、(a, b), [a, b), (a, b] は何れも空集合を表し、[a, b] は一点集合 {a} を表す。また a > b のときは、四種類とも空集合になる。

## 注意
- 数学において丸括弧や角括弧で括る記法は遍在しているから、区間の記法がそれらと衝突することは注意すべき点である。例えば、(a, b) は、集合論において順序対を表したり、解析幾何学や線型代数学において点やベクトルの座標を記述するのに用いたり、ときに代数学で複素数を表すのに用いることもある。それゆえ、ブルバキは開区間を表すのに ]a, b[ なる記法を導入した[3]。計算機科学などにおいては [a, b] も順序対を表すのに用いられたりもする。
- 文献によっては ]a, b[ が区間 (a, b) の補集合（つまり a 以下の実数と b 以上の実数すべてからなる集合）の意味で用いられる。
- 区間のいずれかの方向に限界がないことを示すために、無限大の端点を用いることができる。具体的には、 a = −∞ や b = +∞ と書いて、例えば (0, +∞) は正の実数（英語版）全体の成す集合（ℝ+ とも書く）の意味であり、また (−∞, +∞) は実数直線 ℝ に等しい。
- 文脈によっては補完数直線の部分集合としての区間を定義することもできる。補完数直線ではすべての実数に加えて二つの無限遠点 −∞ および +∞ が元として含まれるから、その文脈では [−∞, b], [−∞, b), [a, +∞], (a, +∞] などの記法も使用できる。例えば (−∞, +∞] は −∞ を除く拡大実数全てからなる集合を表す。その解釈のもとでは、[−∞, b], (−∞, b], [a, +∞], [a, +∞) はすべて意味を為し、かつ何れも相異なる。特に (−∞, +∞) は通常の実数全体の成す集合で、[−∞, +∞] は拡大実数全体の成す集合になる。拡大実数で考える場合、通常の実数の中で考える場合と比べて定義や語法などが影響を受けるかもしれないことに注意すべきである。例えば、区間 (−∞, +∞) = R は通常の実数の範囲では閉集合だが、拡大実数の範囲で考えるならばそうではない。

## その他の用語
- 退化区間: 区間が退化しているとはただ一つの元からなる集合となっているときに言う。文献によっては、さらに空集合を退化区間の一種として含めることもある。
- 真の区間: 空でなく退化もしていない（＝二つ以上の元を含む）実区間は真の (proper; 通常の) 区間と言い、無限個の元を含む。
- 区間 I の内部とは I に含まれる最大の開区間を言い、それはまた I の両端点を除く I の元全てからなる集合でもある。
- 区間 I の閉包とは I を含む最小の閉区間を言い、それはまた集合としての I に有限な端点を付け加えて得られる集合でもある。
- 実数からなる任意の集合 X に対して、X の区間包絡 (interval enclosure) または 区間包 (interval span) とは、X を含む区間であって、なおかつその区間には X を含むほかのどの区間も真に含まれることがないという条件を満たす唯一の区間を言う。
- 有界区間／非有界区間: その区間を包含する上位集合に、区間内のすべての元がそれ以上となるような数が存在するとき、その数を下界といい、その区間は左有界であるという。逆にすべての元がそれ以下となるような数は上界といい右有界となる（→順序集合#上界）。
- 有界区間はその径（この場合両端点の絶対差 |a − b|）が有限であるという意味において有界集合である。この径のことを、区間の長さ、幅、測度、大きさなどのように呼ぶ。非有界区間の長さはふつう +∞ と定義される。空な区間の長さは 0 と定義したり、あるいは定義しない。
- 有界区間の中心または中点とは、両端点が a と b のとき (a + b)/2 のことを言い、区間の半径とは長さの半分 |a − b|/2 を言う。中心や半径は非有界区間や空区間では定義しない。

## 性質
- 実数直線 R 内の区間の概念は、R の連結部分集合の概念にちょうど一致する。したがって、任意の区間を任意の実数値連続函数で写した像もまた区間となることがわかる。これは中間値の定理の一つの定式化である。
- 区間の概念はまた R 内の凸部分集合の概念とも一致する。ゆえに部分集合 X の区間包は X の凸包である。
- 区間からなる任意の族の交わりは必ず一つの区間である。二つの区間の合併がふたたび区間となるための必要十分条件は、両区間の交わりが空でないか、一方の区間の開端点が他方の閉端点に一致することである。後者は例えば、(a, b) ∪ [b, c] = (a, c] のようなことを言っている。
- R を距離空間と見るとき、その開球体とは有界開区間 (c + r, c − r) のことであり、その閉球体とは有界閉区間 [c + r, c − r] のことを言う。ここで中心が c, 半径は r であることに注意せよ。
- 区間 I の任意の元 x は I の交わりの無い三つの区間 I1, I2, I3 への分割を定義する。これら三つは順に、I のx より小さい元全体、一点集合 [x, x] = {x}、x より大きい元全体である。分割片 I1, I3 がともに空でない（特に内部が空でない）ための必要十分条件はx が I の内部に属することである。これを区間に対する三分原理（英語版）と言う。

## 一般化

### 高次元区間
多くの文脈において、n-次元区間は、各座標軸上に各々ひとつ取った n 個の区間の直積集合 I = I1 × I2 × ⋯ × In として書ける Rn の部分集合として定義される。
n = 2 のとき、これは各辺が座標軸に平行な矩形領域（各区間の長さが等しければ正方形領域）として見ることができ、同様に n = 3 のとき、軸に平行な直方体領域（同様に立方体領域）となる。高次元の場合にも、n 個の区間の直積は有界な n-次元超立方体または超矩形である。
いま定義した意味の区間 I のファセット (facet) は、I を定義する直積因子のうち任意の非退化区間 Ik を Ik の有限端点のみからなる退化区間に取り換えて得られる区間を言う。I の面集合とは、I 自身および I の任意のファセットの面となるもの全てからなる集合である。I の頂点集合とは、Rn の一点のみからなる面全体の成す集合を言う。
いくつかの場合には、一次元の場合の記法を流用した記法も用いられる。a, b ∈ Rn を成分表示したものが a = (a1, …, an) および b = (b1, …, bn) であるとき、
閉区間
{\displaystyle [a,b]:=\{(x_{1},\dots ,x_{n})\in \mathbb {R} ^{n}\mid a_{1}\leq x_{1}\leq b_{1},\dots ,a_{n}\leq x_{n}\leq b_{n}\}.}
開区間
{\displaystyle (a,b)={]{a,b}[}:=\{(x_{1},\dots ,x_{n})\in \mathbb {R} ^{n}\mid a_{1}<x_{1}<b_{1},\dots ,a_{n}<x_{n}<b_{n}\}.}
半開区間（左閉右開）
{\displaystyle [a,b)={[{a,b}[}:=\{(x_{1},\dots ,x_{n})\in \mathbb {R} ^{n}\mid a_{1}\leq x_{1}<b_{1},\dots ,a_{n}\leq x_{n}<b_{n}\}.}
半開区間（左開右閉）
{\displaystyle (a,b]={]{a,b}]}:=\{(x_{1},\dots ,x_{n})\in \mathbb {R} ^{n}\mid a_{1}<x_{1}\leq b_{1},\dots ,a_{n}<x_{n}\leq b_{n}\}.}

### 複素区間
複素数の区間は複素数平面内の矩形領域もしくは円形領域の何れかとして定義することができる。

## 区間の位相環
区間は両端点を座標とする平面上の点と対応付けることができ、したがって区間からなる集合を平面上の領域と対応付けることができる。一般に、区間を実数直線の直積集合 R × R に属する順序対 (x, y) と対応付けるとき、y > x はしばしば暗黙の仮定としてあるが、数学的構造を見る目的でこの制約は課さず、y − x < 0 なる「逆向き区間」("reversed intervals") も許すことにする。そうすると、区間 [x, y] 全体の成す集合は、R 同士の直和に成分ごとの和と積を入れた位相環と同一視できる。 
この直和環 (R ⊕ R, +, ×) は二つのイデアル {[x, 0]  |  x ∈ R} および {[0, y]  |  y ∈ R} を持つ。この環の乗法単位元は退化区間 [1, 1] である。二つのイデアルに入らない区間 [x, y] 乗法逆元 [1/x, 1/y] を持つ。通常の位相のもと、この区間からなる代数系は位相環を成す。この環の単元群は各座標軸（これはいまこの環のイデアルとして与えられているのであった）で分けられる四つの四分象限からなる。単元群の単位成分は第一象限である。
任意の区間は、その中点を中心とする対称区間と考えることができる。M Warmus が1956年に出版した再構成では、「均衡区間」("balanced interval") [x, −x] の軸を点に退化した区間 [x, x] の軸に沿って用いている。
区間の環を、直和環 R ⊕ R ではなくて、分解型複素数平面に同一視したのは M. Warmus と D. H. Lehmer である。同一視は
z = (x + y)/2 + j(x − y)/2
を通して得られる。この平面上の線型かつ環同型な写像は、平面上に乗法構造を与え、そこでは通常の複素数の算術にあるような極分解などの類似物を考えることができるようになる。